# Damir Vrančić
Damir Vrančić (Slavonski Brod, 4 ottobre 1985) è un ex calciatore bosniaco, di ruolo centrocampista.

## Biografia
Ha un fratello, Mario Vrančić, anch'egli calciatore professionista.

## Palmarès

### Club

#### Competizioni nazionali
- 3. Liga: 1

Eintracht Braunschweig: 2010-2011